# Jaden McDaniels
Jaden McDaniels (Washington, 29 de setembro de 2000) é um jogador norte-americano de basquete profissional que atualmente joga no Minnesota Timberwolves da National Basketball Association (NBA).
Ele jogou basquete universitário pela Universidade de Washington e foi selecionado pelo Los Angeles Lakers como a 28º escolha geral no draft da NBA de 2020.

## Carreira no ensino médio
McDaniels jogou basquete na Federal Way High School em Federal Way, Washington. Como calouro, ele foi companheiro de equipe de seu irmão mais velho, Jalen, e ajudou a Federal Way a vencer seu segundo título estadual de Classe 4A. Em seus dois primeiros anos, ele ajudou sua equipe a vencer 63 jogos consecutivos, a maior sequência de vitórias na história do estado desde 1977.
Em seu terceiro ano, McDaniels guiou a Federal Way para o segundo lugar no Torneio Estadual da Classe 4A. Na temporada, ele teve médias de 21,3 pontos, 10 rebotes, 4,6 assistências e 3,3 bloqueios. Em maio de 2018, McDaniels teve sucesso na Nike Elite Youth Basketball League (EYBL) com o Seattle Rotary, reforçando sua posição como um dos melhores recrutas da classe de 2019.
Em 25 de janeiro de 2019, ele registrou 51 pontos contra Todd Beamer High School, quebrando o recorde de pontuação em um único jogo da escola detido por Donny Marshall. McDaniels teve médias de 23,3 pontos, 10 rebotes, quatro assistências e dois bloqueios em sua última temporada, levando sua equipe ao terceiro lugar no Torneio Estadual da Classe 4A. Ele ganhou o prêmio de Jogador do Ano da Classe 4A.

### Recrutamento
No final de sua carreira no ensino médio, McDaniels foi considerado um recruta de cinco estrelas e o melhor ala-pivô da classe de 2019. ESPN e Rivals o classificaram entre os 10 melhores jogadores de sua classe. Em 22 de maio de 2019, McDaniels se comprometeu a jogar basquete universitário pela Universidade de Washington.
| Nome | Cidade Natal                           | Escola           | Altura              | Peso           | Data               |
| --- | -------------------------------------- | ---------------- | ------------------- | -------------- | ------------------ |
| Jaden McDaniels PF | Federal Way, WA                        | Federal Way (WA) | 6 ft 10 in (2.08 m) | 185 lb (84 kg) | 21 de Maio de 2019 |
| Jaden McDaniels PF | Recrutamento: Rivals: 247Sports: ESPN: |                  |                     |                |                    |
| Rankings: Rivals: 7º \| 247Sports: 13º \| ESPN: 7º |                                        |                  |                     |                |                    |
| - Nota: Em muitos casos, Scout, Rivals, 247Sports e ESPN podem entrar em conflito em suas listas de altura e peso, nestes casos, a média foi obtida. - Fonte: |                                        |                  |                     |                |                    |

## Carreira universitária

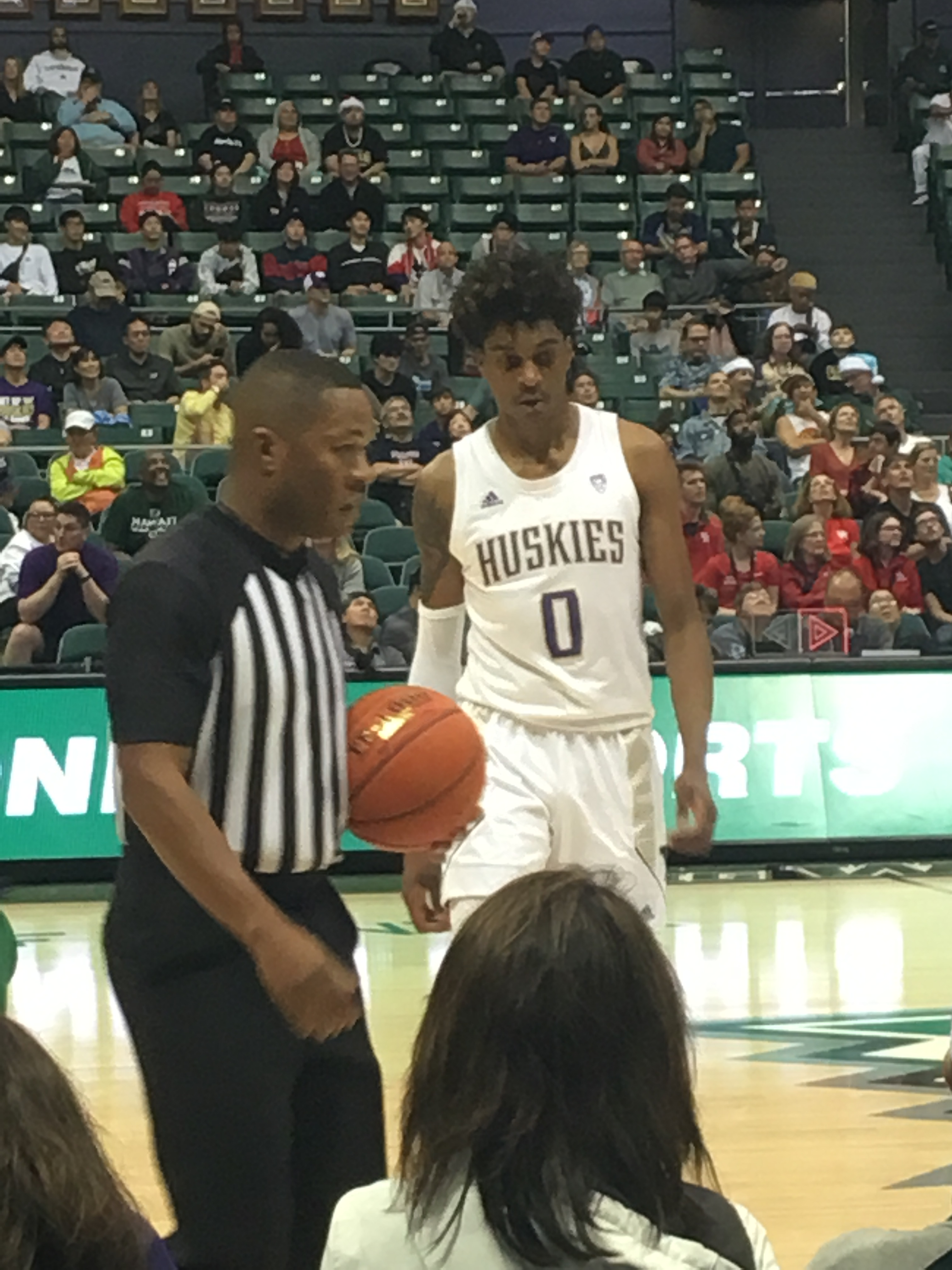
McDaniels (à direita) no Diamond Head Classic de 2019

No começo de sua temporada universitária, McDaniels foi considerado uma possível escolha número um do draft da NBA de 2020. Em sua estreia universitária, uma virada de 67-64 sobre Baylor, McDaniels teve 18 pontos e sete rebotes.
Como calouro, McDaniels foi titular em 21 jogos e teve médias de 13 pontos e 5,8 rebotes. Após a temporada, ele se declarou para o draft de 2020.

## Carreira profissional

### Minnesota Timberwolves (2020–Presente)
No draft da NBA de 2020, McDaniels foi selecionado pelo Los Angeles Lakers como a 28ª escolha geral. Ele foi então negociado com o Oklahoma City Thunder, juntamente com Danny Green, em troca de Dennis Schröder. Mais tarde, ele foi negociado com o Minnesota Timberwolves, juntamente com Immanuel Quickley, em troca de Aleksej Pokuševski.
Em 9 de abril de 2023, McDaniels sofreu uma fratura na mão direita após socar uma parede após uma vitória de 113–108 sobre o New Orleans Pelicans.
Em 23 de outubro de 2023, McDaniels assinou uma extensão de contrato de cinco anos e US$ 136 milhões com os Timberwolves. Durante uma discussão na quadra em um jogo de 14 de novembro contra o Golden State Warriors, McDaniels puxou Klay Thompson e rasgou sua camisa, o que deu início a uma briga. O pivô do Timberwolves, Rudy Gobert, tentou afastar Thompson de McDaniels, mas Draymond Green colocou Gobert em um mata-leão. McDaniels foi expulso do jogo e multado pelo incidente.
Em 23 de abril de 2024, McDaniels liderou todos os jogadores com 25 pontos, o recorde da sua carreira nos playoffs, em uma vitória de 105–93 sobre o Phoenix Suns na primeira rodada. Os Timberwolves varreram os Suns e avançaram para a segunda rodada.
McDaniels foi nomeado para a Segunda-Equipe Defensivo da NBA na temporada de 2023-24.

## Estatísticas da carreira

### NBA

#### Temporada regular
| Ano      | Equipe    | PJ  | PT  | MPJ  | AP   | 3P   | LL   | RT  | AS  | BR | TO  | PPJ  |
| -------- | --------- | --- | --- | ---- | ---- | ---- | ---- | --- | --- | -- | --- | ---- |
| 2020–21  | Minnesota | 63  | 27  | 24.0 | .447 | .364 | .600 | 3.7 | 1.1 | .6 | 1.0 | 6.8  |
| 2021–22  | Minnesota | 70  | 31  | 25.8 | .460 | .317 | .803 | 4.2 | 1.1 | .7 | .8  | 9.2  |
| 2022–23  | Minnesota | 79  | 79  | 30.6 | .517 | .398 | .736 | 3.9 | 1.9 | .9 | 1.0 | 12.1 |
| 2023–24  | Minnesota | 72  | 71  | 29.2 | .489 | .337 | .722 | 3.1 | 1.4 | .9 | .6  | 10.5 |
| Carreira | Carreira  | 284 | 208 | 27.4 | .478 | .354 | .715 | 3.7 | 1.3 | .7 | .8  | 9.6  |

#### Play-In
| Ano  | Equipe    | PJ | PT | MPJ  | AP   | 3P   | LL   | RT  | AS  | BR  | TO | PPJ |
| ---- | --------- | -- | -- | ---- | ---- | ---- | ---- | --- | --- | --- | -- | --- |
| 2022 | Minnesota | 1  | 0  | 22.5 | .333 | .500 | .500 | 3.0 | 1.0 | 2.0 | .0 | 6.0 |

#### Playoffs
| Ano      | Equipe    | PJ | PT | MPJ  | AP   | 3P   | LL   | RT  | AS  | BR | TO  | PPJ  |
| -------- | --------- | -- | -- | ---- | ---- | ---- | ---- | --- | --- | -- | --- | ---- |
| 2022     | Minnesota | 6  | 0  | 21.7 | .529 | .500 | .833 | 2.8 | .7  | .3 | 1.8 | 9.3  |
| 2024     | Minnesota | 16 | 16 | 33.6 | .514 | .429 | .771 | 3.8 | 1.1 | .9 | 1.1 | 12.2 |
| Carreira | Carreira  | 22 | 16 | 27.6 | .521 | .464 | .802 | 3.3 | .9  | .6 | 1.4 | 10.7 |

### Universitário
| Ano     | Equipe     | PJ | PT | MPJ  | AP   | 3P   | LL   | RT  | AS  | BR | TO  | PPJ  |
| ------- | ---------- | -- | -- | ---- | ---- | ---- | ---- | --- | --- | -- | --- | ---- |
| 2019–20 | Washington | 31 | 21 | 31.1 | .405 | .339 | .763 | 5.8 | 2.1 | .8 | 1.4 | 13.0 |

Fonte:

## Prêmios e Homenagens
NBA
- NBA All-Defensive Team:
  - Segundo Time: 2024

## Vida pessoal
O irmão de McDaniels, Jalen McDaniels, jogou basquete universitário na Universidade Estadual de San Diego e foi selecionado pelo Charlotte Hornets na segunda rodada do draft da NBA de 2019. McDaniels é primo do ex-jogador da NBA, Juwan Howard. Tanto seu pai, Will McDaniels, quanto sua mãe, Angela Jackson, são originalmente de Chicago.